# Hynobiinae
Sous-famille
Synonymes
- Pachyhynobiini Dubois & Raffaëlli, 2012
- Ranodontini Dubois & Raffaëlli, 2012
- Salamandrellini Dubois & Raffaëlli, 2012

Les Hynobiinae sont une sous-famille d'urodèles de la famille des Hynobiidae.

## Répartition
Les espèces de ses neuf genres se rencontrent en Russie, en Asie centrale, en Iran et en Asie de l'Est.

## Liste des genres
Selon Amphibian Species of the World (21 février 2014) :
- Afghanodon Dubois & Raffaëlli, 2012
- Batrachuperus Boulenger, 1878
- Hynobius Tschudi, 1838
- Iranodon Dubois & Raffaëlli, 2012
- Liua Zhao & Hu, 1983
- Pachyhynobius Fei, Qu, & Wu, 1983
- Pseudohynobius Fei & Yang, 1983
- Ranodon Kessler, 1866
- Salamandrella Dybowski, 1870

## Publication originale
- Cope, 1859 : On the primary divisions of the Salamandridae, with descriptions of two new species. Proceedings of the Academy of Natural Sciences of Philadelphia, vol. 11, p. 122-128 (texte intégral).